# Bouma-Sequenz

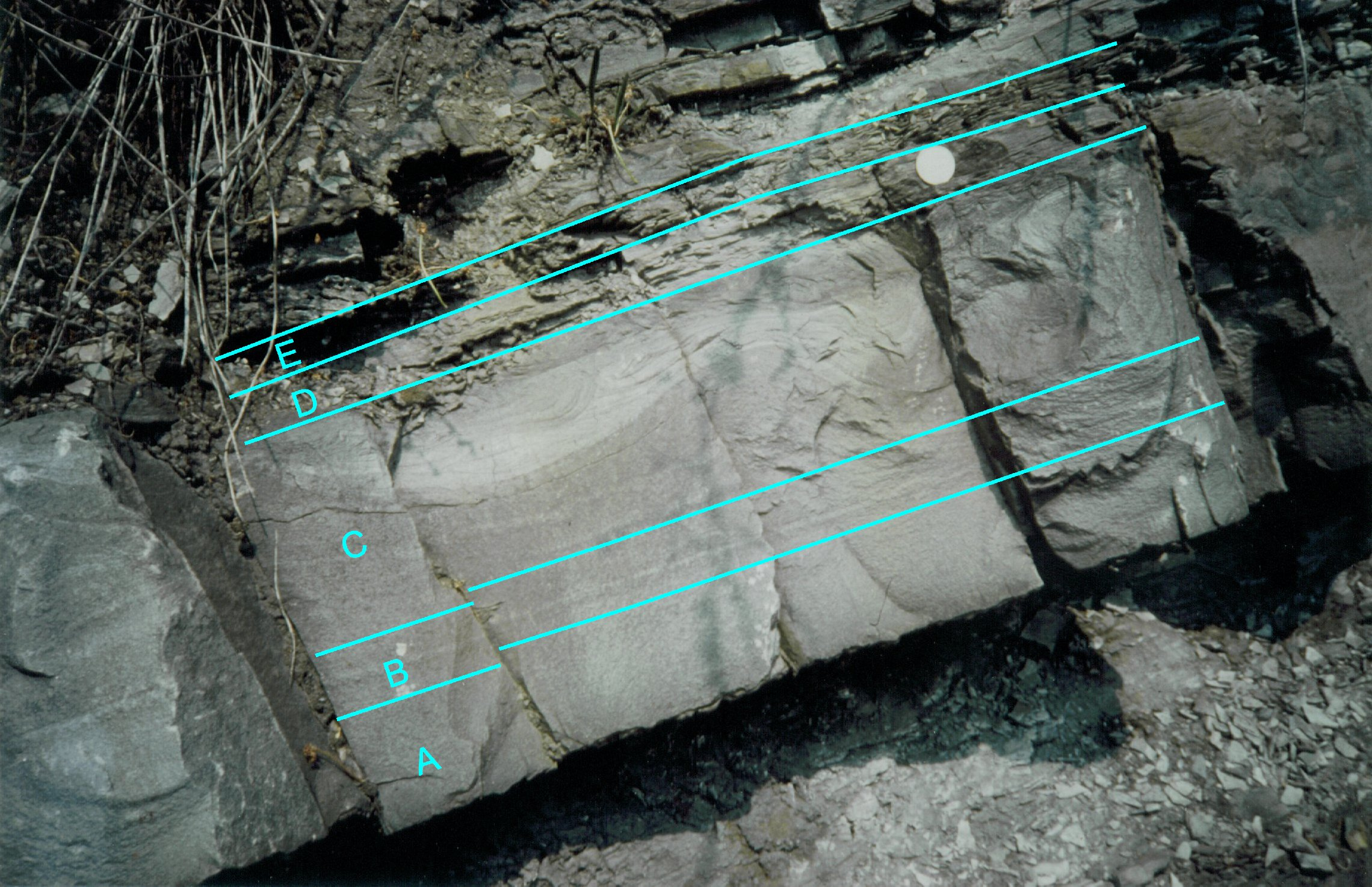
Vollständige Bouma-Sequenz in devonischem Sandstein (Becke-Oese, Rheinisches Schiefergebirge). Bouma - Einheiten A bis E sind eingezeichnet

Eine Bouma (sprich: Bauma)-Sequenz (nach Arnold H. Bouma, 1962) ist die typische Sedimentabfolge (typische Sedimente und deren Strukturen) eines Turbidits. Sie entsteht durch die kontinuierliche Geschwindigkeitsabnahme eines sub-marinen Trübestroms, welche zur Ablagerung der mitgeführten Sedimentpartikel führt. Die grobkörnigen Partikel werden hierbei zuerst abgelagert. Eine vollständige Bouma-Sequenz besteht von unten (grobkörnige Schichten) nach oben (feinkörnige Schichten) aus fünf Einheiten (A bis E):
E Pelagische Lage (Schwebfracht der Hintergrundsedimentation; Tone und Silte)
D Obere laminierte Abteilung (Ablagerung nach Ende der Strömung; Silte und Feinsande)
C Abteilung mit convolute bedding, Tellerstrukturen und Strömungsrippeln (Ablagerung nach Abschwächen der Fließgeschwindigkeit; kreuzgeschichtete Mittel- und Feinsande)
B Untere laminierte Abteilung (Ablagerung bei schneller schießender Strömung; flache Schichtung, laminierte Sande)
A Gradierte Abteilung (schnelle Ablagerung durch Anschwemmung, dabei oft Erosion älterer Schichten; unten gröbere Sande und Kiese; nach oben hin feiner)
Die pelagische Lage (E) stellt eine Trennschicht zwischen zwei aufeinander abgelagerten Turbiditen dar (zyklische Ablagerung).
Die Einheiten A bis D werden in relativ kurzer Zeit (wenige Stunden bis Tage) abgelagert, während Einheit E in der Regel mehrere zehntausend Jahre dazu benötigt. Die Einheiten A bis D sind hauptsächlich aus Schelfmaterial und Fossilien zusammengesetzt, die Einheit E besteht hingegen aus Partikeln des Pelagials und Plankton.
In der Regel werden nicht alle fünf Einheiten überliefert, da die folgenden Trübeströme die bereits abgelagerten, feineren Einheiten C, D und E oft schon vor der Verfestigung erodieren. Die Einheiten A und B hingegen reichen selten bis in den distalen Bereich und bleiben deshalb öfter erhalten.
Die Mächtigkeit einer Bouma-Sequenz schwankt von wenigen Zentimetern bis mehrere Meter (Megaturbidite).